# Равіндер Редді
Равіндер Редді (*1956 ) — сучасний індійський скульптор—монументаліст.

## Життєпис
Народився у селі Сурьяпет (штат Андхра-Прадеш). Замолоду виявив хист до мистецтва. У 1975 році поступив до університету Вадодара (штат гуджарат), де у 1980 році стає бакалавром, а у 1982 році — магістром (у напрямку створення скульптур). В цей період — у 1981 році — відбулася його перша персональна виставка (спочатку в Нью-Делі, потім у Бомбеї).
У 1982 році поступив до Коледжу мистецтв Голдсміта (Лондон), де у 1983 році отримав диплом у галузі мистецтво й дизайн. Після цього навчався у Королівському коледжі мистецтв (Лондон), де отримав сертифікат у галузі створення кераміки.
З 1984 до 1990 року був спочатку викладачем, потім заступником директора Центру мистецтв Канорія (Ахмедабад). У 1990 році отримує Санскритську премію у мистецтві. З 1990 року викладає в університеті штату Андхра-Прадеш (м.Вішакхапатнам). Тут мешкає й працює натепер.

## Творчість
Загалом у Равіндера Редді на сьогодні відбулося 33 виставки. Здебільшого у містах Індії (Нью-Делі, Мумбай, Колката, Ченнаї, Бангалор, Ахмедабад, Хайдарабад, Бхопал), але також й за кордоном (Чикаго, Піттсбург, Нью-Йорк, Брисбен, Токіо, Сінгапур, Сідней, Лусака, Манчестер, Бергамо, Москва, Барселона).
Особливістю творчості Редді є поєднання ідей поп-арту та традиційної індійської скульптури. У ранніх експозиціях Равіндера Редді представлені африканські, непальські, тайські, японські, буддійські, індійські образи. Його стиль відрізняється монументальною масштабністю і стилізованою пропорційністю. У своїй творчості Равіндер Редді використовує колір для підкреслення форм та обсягів. Його скульптури зі скловолокна забарвлені в яскравими кольорами емалі.
Естетика форми у скульптурах жіночих голів, фігурах оголених жінок або чоловічих тулубах, має для Равіндера першорядне значення. Характерними є скульптури «Мігрант», «Бронзова голова для Дієго», «Сім'я», «Деві», «Лакшмі Деві», «Дівчина з квіткою», «Гопіка».